# Бред отношения
Бред отноше́ния — расстройство процесса мышления, бредовая убеждённость человека в том, что всё окружающее имеет к нему какое-то отношение, в частности другие люди относятся к нему негативно и с предубеждением.

## Описание бреда
При этом расстройстве больному кажется, что незнакомые люди на улице обсуждают его, в более тяжёлых случаях — о нём говорят по телевидению, радио, пишут в газетах. Отрицательное отношение выражается якобы в насмешливых улыбках, в «перемигивании» или иных невербальных знаках. По причине бредовых идей формируется избегающее поведение (общественных мест, пользования общественным транспортом).

## Формы
Выделяется форма бреда отношения: бред особого смысла или бред особого значения. При этом бредовые идеи характеризуются трактовкой больным тривиальных событий или явлений роковым, гибельным для себя образом.

## Психические расстройства
Бред отношения встречается при ПРЛ, параноидной шизофрении и других параноидных психозах, при дисморфомании, деменции при болезни Гентингтона